# Par-delà l'éternité
 (juillet 2009).
Si vous disposez d'ouvrages ou d'articles de référence ou si vous connaissez des sites web de qualité traitant du thème abordé ici, merci de compléter l'article en donnant les références utiles à sa vérifiabilité et en les liant à la section « Notes et références ».
Pour plus de détails, voir Fiche technique et Distribution.
Par-delà l'éternité (titre original : The Love Letter) est un téléfilm américain réalisé par Dan Curtis sorti en 1998, inspiré d'une nouvelle de Jack Finney, La Lettre d'amour (1959).

## Synopsis
Scotty est sur le point de se marier. Avec sa future épouse, il achète chez un antiquaire un secrétaire du XIXe siècle. Scotty travaille à sa restauration lorsqu'il y découvre un compartiment secret renfermant des lettres vieilles de 134 ans. L'auteur est Elizabeth Worley, une jeune femme romantique de la région qui écrit à l'homme de ses rêves : elle fait part de sa tristesse de devoir épouser un homme qu'elle n'aime pas, et confie qu'elle aimerait connaître l'amour passionné. 
Touché par ce qu'il lit, Scotty décide, pour s'amuser, de répondre aux lettres. Il les poste dans un bureau de poste ancien existant déjà à l'époque d'Elizabeth (surnommée Lizzie). Cette dernière est stupéfaite quand elle reçoit ses missives. Elle y répond en plaçant les lettres dans le compartiment secret de son secrétaire, celui-là même que Scotty a acheté chez l'antiquaire. Les jeunes gens échangent ainsi une étrange correspondance. Scotty va même voir la maison où a vécu Lizzie ; une descendante y vit encore. Dans cette maison, il ressent la présence de Lizzie.
Lors d'une course de vélo cross, Scotty est victime d'un accident qui le plonge dans le coma. C'est dans cet état comateux qu'il va vivre une brève relation avec Lizzie. Il est à ce moment-là le Colonel Denby qui, mortellement blessé à la bataille de Gettysburg lors des combats de la guerre de Sécession, mourra dans les bras de Lizzie.
Scotty sort du coma sans séquelles. Un incendie ravage bientôt le vieux bureau de poste. Scotty, qui sait qu'il ne pourra désormais plus écrire à Lizzie, brave les flammes pour poster une dernière lettre...

## Fiche technique
Source : IMDb
- Titre : Par-delà l'éternité
- Titre original : The Love Letter
- Titre français (France) : Lettres secrètes [1],[2]
- Réalisation : Dan Curtis
- Scénario : Jack S. Henerson, d’après une nouvelle de Jack Finney
- Directeur artistique : Ann Champion
- Photo : Eric Van Haren Noma
- Montage : Bill Blunden
- Musique : Bob Cobert
- Producteur : Dan Curtis
- Pays d’origine : États-Unis
- Format : Couleur - 1,33 : 1 - Stéréo
- Durée : 99 min.
- Date de diffusion :  : 1er février 1998

## Distribution
- Campbell Scott : Scott Corrigan
- Jennifer Jason Leigh : Elizabeth Whitcomb
- David Dukes : Everett Reagle
- Estelle Parsons : Beatrice Corrigan
- Daphne Ashbrook : Debra Zabriskie
- Myra Carter : Clarice Whitcomb
- Gerrit Graham : Warren Whitcomb
- Irma P. Hall : Mae Mullen
- Richard Woods : Jacob Campbell
- Kali Rocha : Flossy Whithcomb
- Laurie Kennedy : Lavinia Whitcomb

## Récompense
- WGA Award (TV)